# Ербіль (провінція)

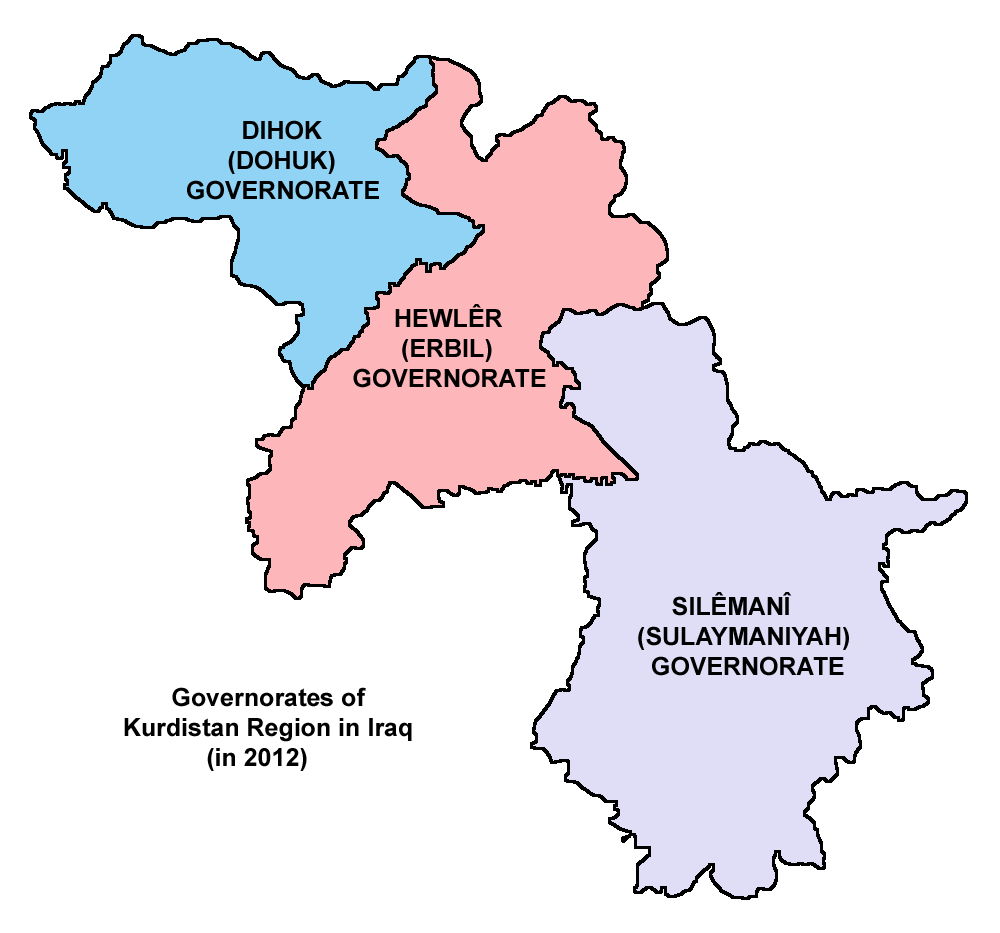

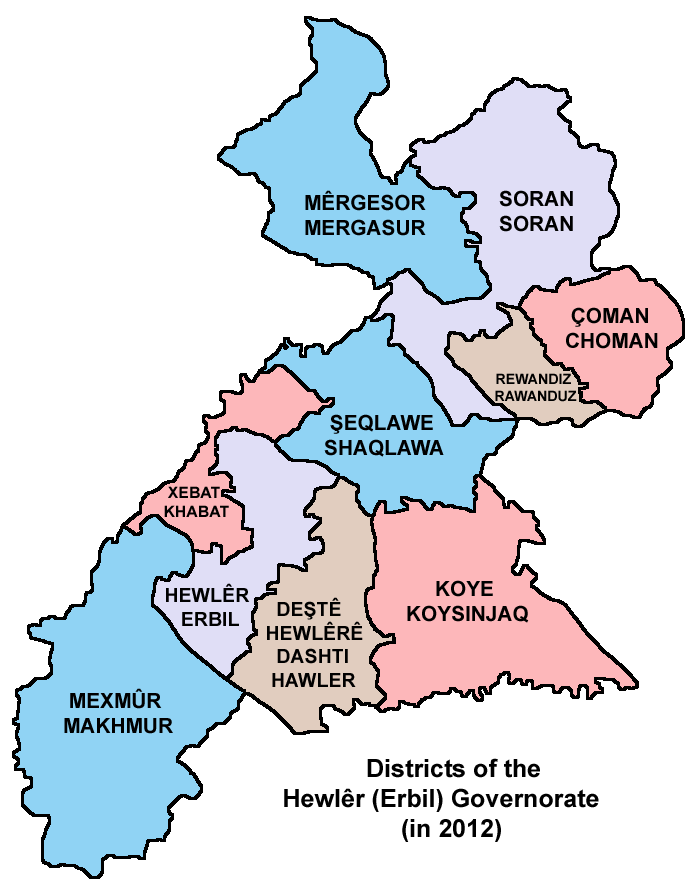

Ербіль (араб. أربيل, курд. Hawler) — провінція (мухафаза) в Іраку, розташована на півночі країни. Свою назву отримала від міста Ербіль, яке є також адміністративним центром мухафази і найбільшим містом на її території. Інші великі населені пункти — Равандуз, Салах-ед-Дін, Махмур, Кой-Санджак.
Територія провінції знаходиться на півночі Іраку і становить 14471 км², з населенням 1612700 осіб (у 2011). Основне населення курди, але також у невеликій кількості проживають ассирійці. Ербіль — частина Курдистанської автономної області.
Економіка регіону переважно сільськогосподарська. Але є місця з невеликим видобутком нафти.
На території регіону розташована астрономічна обсерваторія Ербіль.
30 травня 2007, Ербіль був переданий місцевим іракським властям силами Коаліції.

## Округу
- Ербіль
- Соран
- Кей-Санджак
- Махмур
- Меркасур
- Шаклава
- Чома